# Whip My Hair
"Whip My Hair" é a primeira canção lançada pela cantora norte-americana Willow, originalmente pretendida como o primeiro single do seu álbum de estúdio de estreia, Knees and Elbows (não lançado). Foi lançada em 26 de Outubro de 2010 pelas editoras discográficas Columbia Records e Roc Nation. Foi composta por Ronald Jackson, Janae Rockwell, e Willow, que já chamava atenção da mídia devido ao estilo "extravagante" de suas roupas, chegando a ser comparada por Mariel Concepcion, da revista musical americana Billboard, com as cantoras Cassie e Rihanna, que a Billboard diz ser a maior influente da intérprete. A produção foi feita por Jukebox, Obanga, e Tim Carter. Ironicamente, no mesmo dia em que "Whip My Hair" foi lançada, o single "Only Girl (In the World)" (2010), de Rihanna, também teve seu lançamento.
Logo após o lançamento da canção, o website Just Jared publicou uma nota informando que a cantora tinha assinado um contrato discográfico com a editora do rapper norte-americano Jay-Z, Roc Nation. A música foi geralmente bem recebida pela crítica de música contemporânea especializada, com alguns críticos apelidando a cantora de "pequena Rihanna". Antes do seu lançamento nas rádios, "Whip My Hair" estreou na posição 60 da tabela musical Rap Songs. Atingiu o pico na décima primeira colocação da tabela Billboard Hot 100 nos Estados Unidos, e se posicionou entre os dez melhores lugares em seis tabelas musicais, incluindo a Hot R&B/Hip-Hop Songs, e a da Dinamarca. Após a venda de mais de 70.000 cópias na Austrália, e de mais de um milhão nos EUA, recebeu o certificado de disco de platina pela Australian Recording Industry Association (ARIA) e pela Recording Industry Association of America (RIAA).
O vídeo musical foi filmado na semana de 20 a 26 de Setembro de 2010 na cidade californiana de Los Angeles sob a direcção do diretor e fotógrafo norueguês Ray Kay. Lançado em 18 de Outubro, apresenta um conceito colorido, onde a cantora faz múltiplos estilos de cabelo, cujo se comporta como um pincel para dar vida a uma escola. Em 2 de Novembro de 2010, Willow interpretou "Whip My Hair" ao vivo no programa de televisão The Ellen DeGeneres Show. O remix oficial, que conta com a participação do rapper britânico Tinie Tempah, foi lançado em 3 de janeiro de 2011.

## Antecedentes
Antes do lançamento do single, Willow já havia atraído a atenção da média, devido a seu estilo considerado escandaloso e extravagante, em eventos. Sua mãe, Jada Pinkett Smith, revelou no talk show Lopez Tonight, que sua  filha estava preparando um álbum. Coincidentemente, o single de Rihanna, "Only Girl (In the World)", vazou na internet no mesmo dia em que "Whip My Hair". O The Independent, disse que "O single de Smith vazou na internet. A música dominou blogs e jornais, que universalmente elogiaram a canção, da "pequena Rihanna". Além do jornal The Independent, a revista Time, o canal de notícias e entretenimento CNN e a revista de música Billboard, elogiaram a canção. As visualizações do video no YouTube, chegaram a mais de 100.000 exibições, um dia após o envio do vídeo. A iniciativa foi "aplaudida" por celebridades e cantores no microblogging Twitter, incluindo Ciara, Brandy, Solange Knowles e Alfredo Flores.

## Composição
"Isso significa você ser você mesmo. Você não pode ter medo de ser você mesmo, você tem que ser você mesmo e, você não pode deixar ninguém lhe dizer que isso é errado"

Willow Smith sobre a letra de "Whip My Hair"
"Whip My Hair" é uma canção de R&B e hip-hop que possui influência de dance-pop e do funk. Liricamente, a canção diz que você tem que se soltar e se divertir, mas, alerta que você deve virar o cabelo para seu inimigos. Sobre o lirismo da canção, Emily Gagne, da CBC, diz que não pode soar muito profundo, mas, "o que esperar de uma fashionista do quinto ano?". Para a revista Billboard, Smith faz uma "estreia impressionante", devido a batida da canção e o refrão: "Eu bato o meu cabelo para trás e para frente". A maioria dos críticos musicais, são quase unânimes em dizer que a jovem cantora recebeu grande influência de Rihanna. Entretanto, outros dizem que, além de Rihanna, a cantora recebeu influência de outras cantoras contemporâneas, como Ciara e Keri Hilson, bem como de Lil Mama, em relação à influência do hip-hop na canção. Para Gina Serpre, da Entertainment Television, a faixa mostra que a cantora é uma "versão mais nova" de Rihanna e Keri Hilson.

## Apresentações ao vivo

Willow no palco de Ellen

A música foi interpretada pela primeira vez, ao vivo, no programa The Ellen DeGeneres Show, no dia 2 de Novembro de 2010, assim, estreando mundialmente o single. Começou cantando uma parte da música Only Girl (In the World), nova música de Rihanna. Na sua primeira apresentação, Willow revelou para Ellen:
| “ | Quando você disse "Agora Willow Smith" eu estava tipo: "Ai meu Deus, e se eu for ruim?", realmente estava muito nervosa! | ” |

Sua segunda apresentação foi no palco na iluminação da árvore de natal de Grand Opening The Kings LA Ice férias em Los Angeles, Califórnia, na noite de 4 de Dezembro de 2010. Junto as suas dançarinas que estavam vestidas de bonecas com roupa de natal, desta vez, Willow não performou a música Only Girl (In the World) no início da apresentação. A seguinte, aconteceu dias depois, 11 de Dezembro de 2010 Willow, junto as suas dançarinas, se apresentou no 105.1 Power Live Holiday Party with Mindless Behavior e logo depois agradeceu na sua página do twitter. Apresentou também na noite do dia 31 de Dezembro de 2010 na avenida Times Square em New York e foi transmitido ao vivo no programa Dick Clark's New Year's Rockin' Eve With Ryan Seacrest, pela emissora ABC.

## Videoclipe

### Gravação e liberação
O videoclipe da canção foi gravado em Los Angeles no final de setembro de 2010. A direção do vídeo ficou por conta de Ray Kay, diretor dos videoclipes de "Poker Face", de Lady Gaga, e "Baby.
| “ | Estou muito animado para trabalhar com uma artista tão original como Willow, e eu estou feliz em ajudar a apresentá-la ao mundo como uma nova artista | ” |

Kay também confirmou que as filmagens durariam dois dias, e requeririam uma grande energia de Willow.
| “ | Ela é incrivelmente talentosa e tem uma personalidade incrível, por isso estou confiante que ela vai bombar na frente da câmera. Ela é uma estrela. | ” |

Mais tarde, Kay comentou novamente com a Rap-Up, em uma parte separada.
| “ | Eu acho que este vídeo será considerado um ícone no futuro. Willow definitivamente veio para ficar, ela, é uma super estrela. Eu acho que nós conseguimos criar uma nova expressão usando Willow, sua energia incrível, um conceito positivo e inspirador, e misturar as cores dos jogos com a Willow, sua moda, que consistia de roupas sob medida e exclusivo One macacões Z. Ela, é uma formadora de opinião, outros com certeza em breve irão copiar seu estilo! | ” |

Um vídeo teaser lançado em 16 de setembro de 2010 recebeu 1,2 milhão de visualizações antes do lançamento do clipe oficial. O vídeo estreou em 18 de outubro de 2010, com suporte do Vevo na sua estreia online, e sua primeira exibição na televisão durante a aparição foi em 106 & Park. Antes do vídeo ter sua estreia oficial, já tinha vazado na internet, mas RocNation retirou todos os clipes não autorizados.

### História
O vídeo começa numa cafeteria futurista com crianças sentadas em volta das mesas vestindo, todas, roupas brancas enquanto as tabelas e as paredes são cinza. Smith, então, entra na sala em trajes coloridos, incluindo um colete azul, calça laranja e um cinto com o nome dela, enquanto vestindo strass nos lábios e pontas das unhas extravagantes. Com tranças moldado na forma de um coração, ela carrega um boombox preenchidos com tinta e jogá-lo enquanto desfaz as tranças e as mergulha na pintura no interior do som, usando os cabelos como um pincel e animar o ambiente com cores. Smith, em seguida, executa movimentos de dança e fica a sala de aula envolvidos, que é intercalada com a cantora agora vestindo um moicano colorido, uma coreografia com bailarinos com camisas azuis na frente de um pano de fundo azul claro. Ela alterna penteados diferentes e, em seguida caminha por um corredor com seus dançarinos, vestindo um penteado de algodão doce-esque. Ela ainda chicoteia os cabelos para dar cor aos cacifos e vestuário dos alunos, antes de realizar coreografias com os alunos extenso corredor. Midway, Smith e seus bailarinos executam uma coreografia com a música não na canção original. As últimas cenas envolve Smith com tranças puff e com um macacão amarelo com seus dançarinos em uma aula diferente tentando levá-los a dançar, que é intercalada com cenas anteriores tinta espirrar, como os estudantes, incluindo seu irmão Jaden, professores, zelador, senhora e criança dançam. Um escritor para Rap-Up Smith disse que "está em uma classe do seus próprios no vídeo da fuga para o seu hino capacitar", chamando o vídeo "o nascimento de uma estrela."
Walison correia..

### Repercussão
Natalie Finn de E! Online elogiou o vídeo de ser "atrevida, mas ainda uma criança amigável". Carina Adly MacKenzie de Zap2it disse que enquanto a música tomou todos de surpresa, que o vídeo era "ainda mais impressionante", comentou, "Nós provavelmente não deveriamos estar chocados que Willow tem mais carisma em seu dedo mindinho do que a metade dos artistas do dobro de sua idade." Ryan Brockington do The New York Post analisou o vídeo de forma positiva, afirmando: "A grande coisa sobre o vídeo é que o diretor Ray Kay manteve-o muito jovem e colorido, o completo oposto da crescido muito acima soando faixa".

## Desempenho nas paradas
| Paradas (2010)                             | Melhor posição |
| ------------------------------------------ | -------------- |
| Estados Unidos Billboard R&B/Hip-Hop Songs | 5              |
| Estados Unidos Billboard Radio Songs       | 26             |
| Estados Unidos Billboard Heatseekers Songs | 9              |
| Estados Unidos Billboard Hot 100           | 11             |
| Estados Unidos Billboard Digital Songs     | 2              |
| Estados Unidos Billboard Pop Songs         | 30             |
| Estados Unidos Billboard Ringtones         | 12             |
| Canadá Billboard Hot 100                   | 18             |
| Brasil - Billboard Brasil Hot 100          | 99             |
| Reino Unido Official UK R&B Chart          | 1              |
| Reino Unido Official UK Singles Chart      | 2              |

## Histórico de lançamento
| País           | Data                   | Formato                |
| -------------- | ---------------------- | ---------------------- |
| Estados Unidos | 21 de Setembro de 2010 | Airplay                |
| Estados Unidos | 12 de Outubro de 2010  | Contemporary Hit Radio |
| Estados Unidos | 26 de Outubro de 2010  | Download digital       |